# (1489) Attila
(1489) Attila ist ein Asteroid des Hauptgürtels, der am 12. April 1939 von dem ungarischen Astronomen György Kulin am Konkoly-Observatorium in Budapest entdeckt wurde.
Der Name des Asteroiden erinnert an den Hunnenkönig Attila.